# Tàu điện động lực phân tán

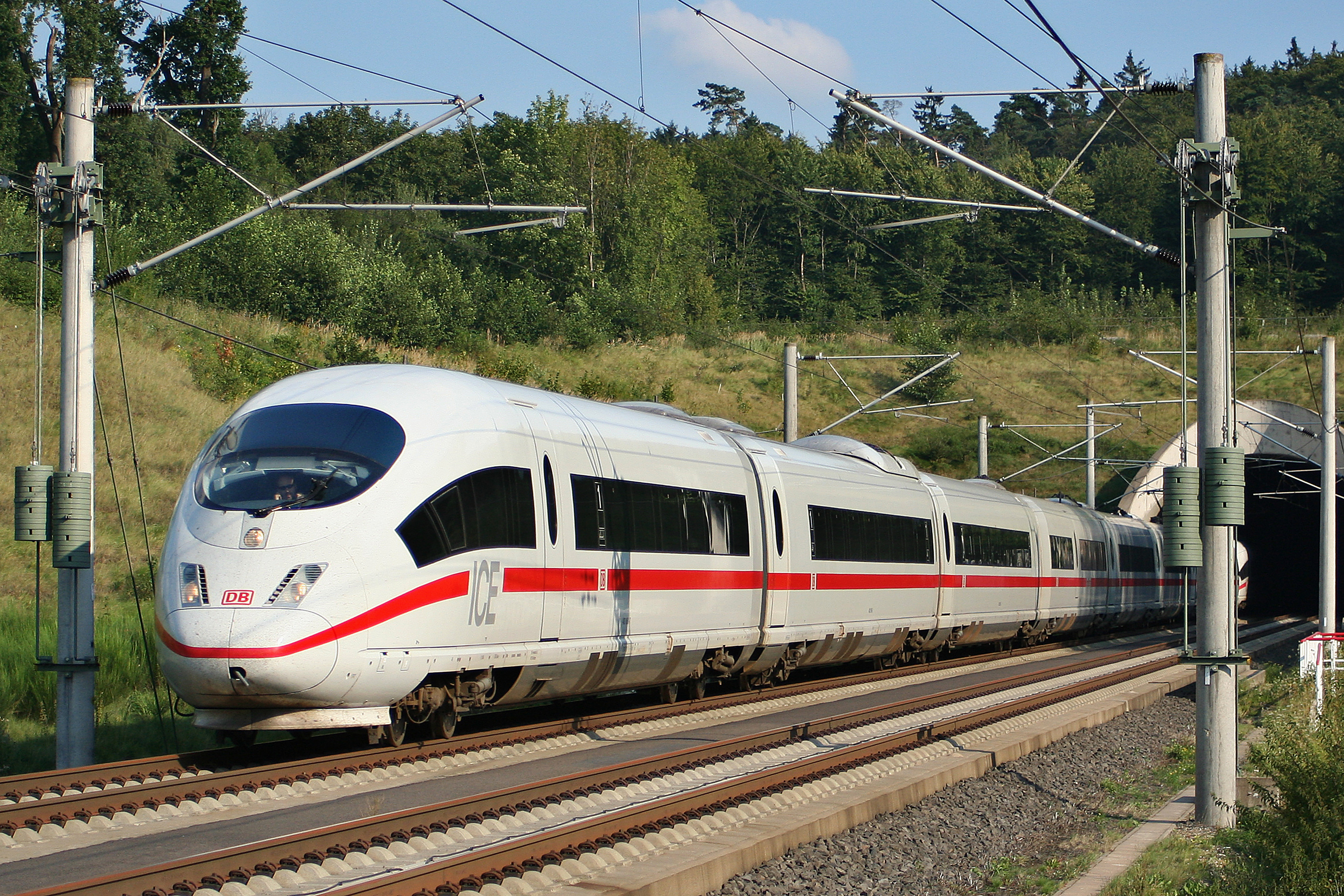
Tàu điện động lực phân tán (EMU) Deutsche Bahn ICE 3 có thể đạt tới vận tốc 320 km/h ở Rhineland-Palatinate, Đức

Tàu điện động lực phân tán (Tiếng Anh: Electric Multiple Unit - EMU) là một loại tàu điện hợp bởi nhiều toa có thể tự hành, sử dụng điện làm năng lượng chuyển động. Nó không cần một đầu máy (ngược lại với động lực tập trung) để kéo cả đoàn tàu. Động lực phân tán thường được tạo thành từ hai hoặc nhiều toa kết hợp "bán vĩnh viễn" (hầu như không tách rời, hay nối/hợp các toa), bao gồm cả trường hợp nếu chỉ có một toa tự hành riêng lẻ. Phần lớn chúng là tàu chở khách, nhưng cũng có các loại khác được thiết kế chuyên mang theo bưu kiện và thư.
Các tàu điện động lực phân tán rất phổ biến phục vụ mạng lưới đường sắt đi làm hay kết nối các đô thị vệ tinh trên toàn thế giới do có ưu điểm là tăng tốc nhanh và gần như không gây ô nhiễm. Ít tiếng ồn hơn so với các tàu hỏa diesel động lực phân tán và tàu hỏa động lực tập trung thông thường, tàu điện động lực phân tán có thể phục vụ được muộn hơn và buổi đêm và chạy với tần suất dày đặc hơn mà không làm ảnh hưởng đến dân cư quanh đường sắt. Thêm vào đó, thiết kế đường hầm cho chúng cũng đơn giản hơn vì không cần thiết phải giải quyết vấn đề khí thải của tàu. Tải trọng của đoàn tàu cũng nhẹ hơn do không cần đầu máy nên giảm thiểu được chi phí xây dựng cơ sở hạ tầng.

## Lịch sử

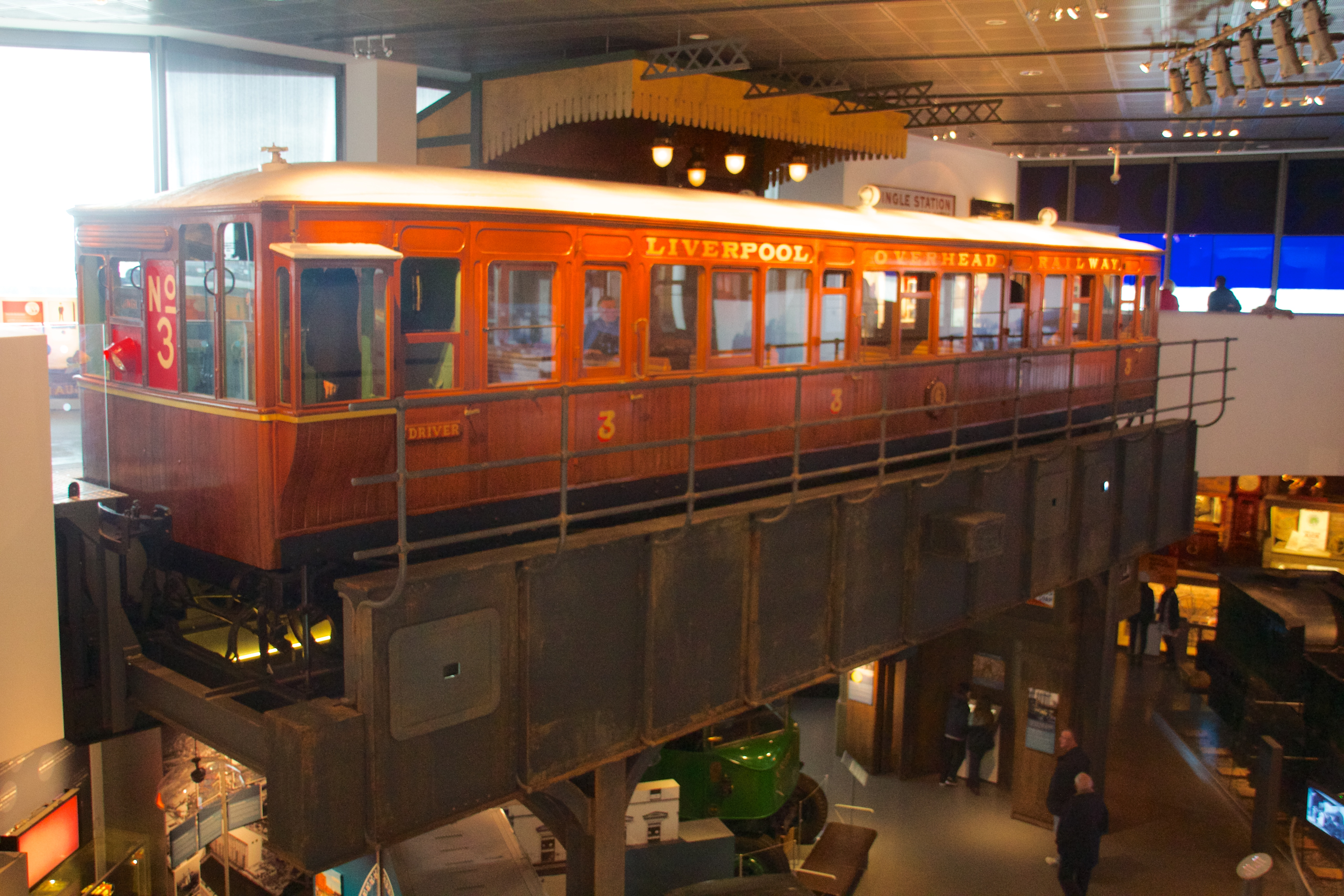
Một toa xe động lực phân tán (EMU) bên trong Bảo tàng Liverpool

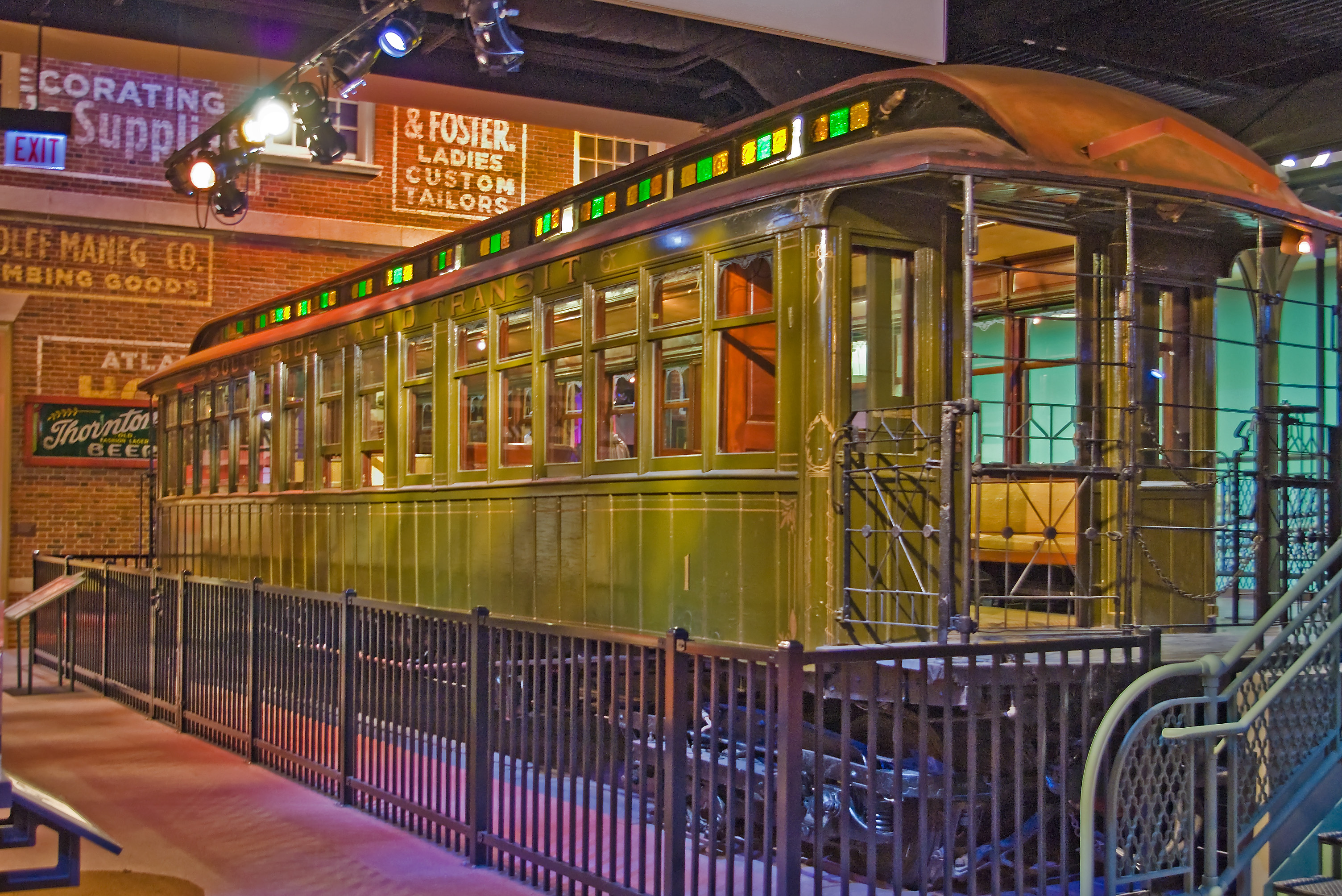
Toa số 1 của Đường sắt trên cao phía Nam, một trong các toa xe được Frank Sprague chuyển thành động lực phân tán ở Chicago

Các tàu điện động lực phân tán được sử dụng lần đầu từ những năm 1890.
Liverpool Overhead Railway được khánh thành năm 1893 với tàu có 2 toa động lực phân tán, các bộ điều khiển được đặt ở hai đầu sát nhau giữa 2 toa nhằm kiểm soát lượng điện đi vào mô tơ ở các toa.
Hệ thống điều khiển lực kéo phân tán được phát triển bởi Frank Sprague và được áp dụng và thử nghiệm lần đầu vào Đường sắt trên cao phía Nam (nay là một phần thuộc Chicago 'L') vào năm 1897. Tới năm 1895, bắt nguồn từ phát minh này và qua quá trình sản xuất các hệ thống điều khiển thang máy bằng điện một chiều, Frank Sprague đã phát minh ra bộ điều khiển phân tán cho tàu điện. Điều này góp phần tăng tốc xây dựng hệ thống đường sắt và hệ thống xe điện trên toàn thế giới. Mỗi toa đều có động cơ đẩy riêng: bằng các rơ-le điều khiển động cơ trong mỗi toa được cấp năng lượng bằng dây dẫn từ toa phía trước, tất cả các động cơ của cả tàu sẽ đạt được một tốc độ thống nhất.

## Các loại toa

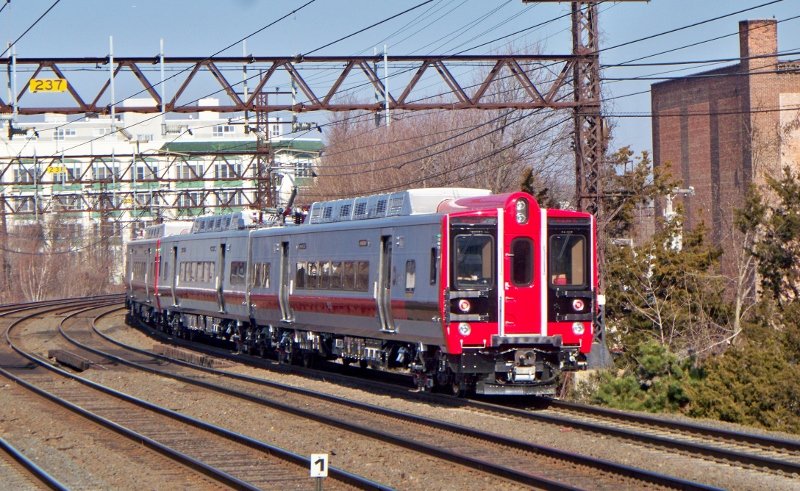
Tàu M8 của Tuyến đường sắt Metro-North đã được ghép đôi tại cảng Chester, New York

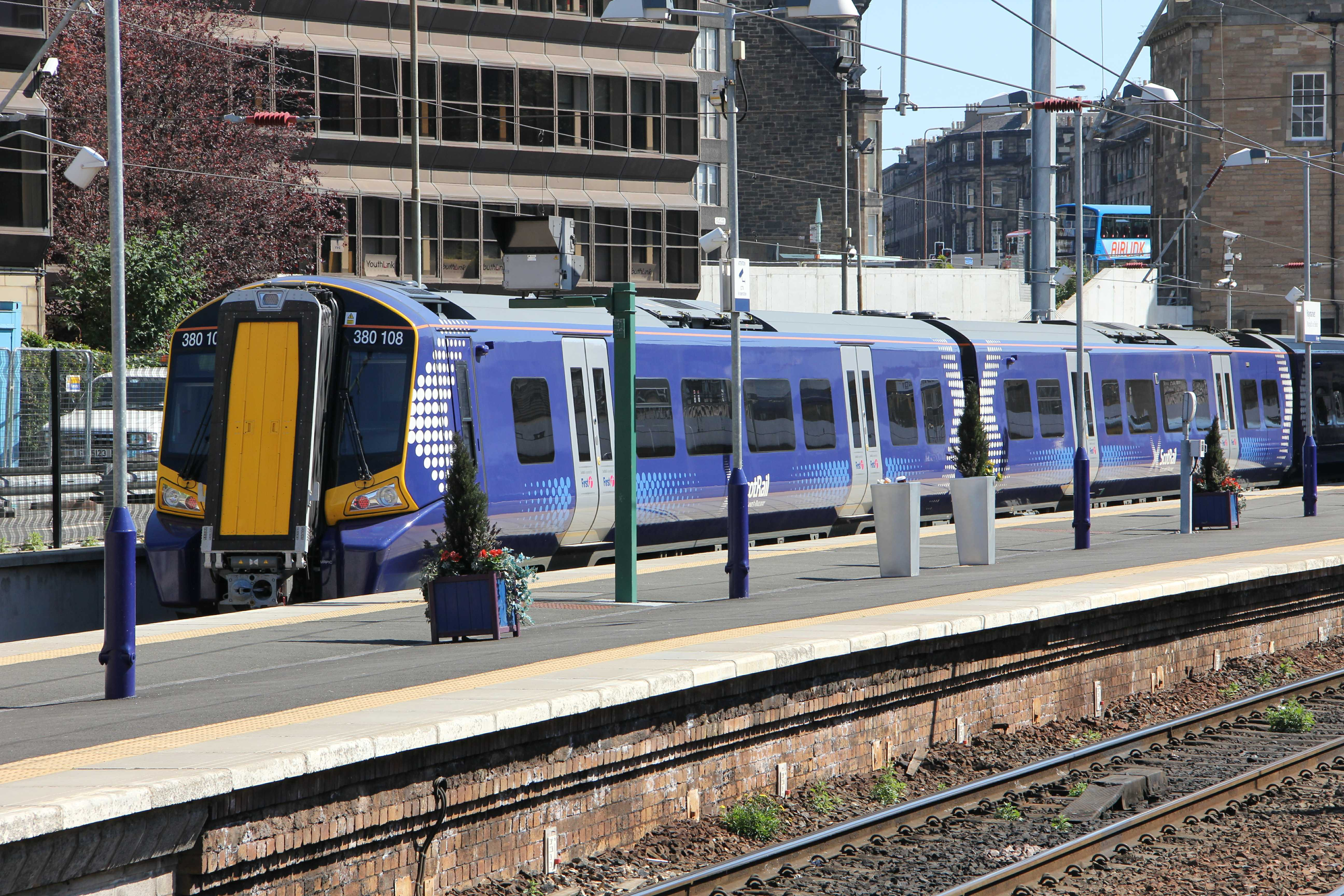
Một chiếc tàu điện EMU First ScotRail Class 380 đặt tại Haymarket ở Edinburgh, Scotland

Các toa của một tàu điện động lực phân tán thường được chia làm bốn loại: toa cấp năng lượng, toa động cơ, toa lái, toa kéo móc (không có động cơ). Mỗi toa cũng có thể đảm nhận nhiều hơn một nhiệm vụ, như vừa có động cơ và vừa có buồng lái hoặc vừa lấy điện vừa có buồng lái.
- Toa cấp năng lượng được trang bị thêm hệ thống lấy năng lượng từ hệ thống điện lưới đường sắt, như chân tiếp xúc (contact shoe) với hệ thống ray thứ ba hoặc que thu điện (đường sắt) (Pantograph (rail)) với hệ thông dây điện phía trên (overhead lines) và các bộ biến đổi điện.
- Toa động cơ có gắn các động cơ để đẩy tàu, và thường chính là toa cấp năng lượng nhằm tránh việc mất an toàn khi kết nối điện cao thế giữa các toa.
- Toa lái (Control car (rail)) sẽ chừa ra một diện tích nhỏ làm buồng lái cho người lái tàu. Một tàu điện động lực phân tán thường có hai toa lái nằm ở đầu và cuối tàu (nhằm đổi chiều di chuyển ngược xuôi dễ dàng).
- Toa kéo móc là các toa được trang bị ít hoặc không có động cơ đẩy, và cũng giống với các Toa hành khách (Passenger car (rail)) ở các tàu hỏa đầu kéo thông thường.

Có rất nhiều các tàu điện động lực phân tán chỉ bao gồm hai toa gọi là tàu cặp đôi (twin unit) hay tàu "cặp vợ chồng" (married pair). Trong khi mỗi toa đều có động cơ đẩy riêng thì các thiết bị phụ trợ (máy nén khí, các bình khí, ắc qui, hệ thống sạc, hệ thống điều khiển và kiểm soát động cơ,...) được dùng chung cho cả hai toa. Do đó khi hoạt động, toa này không thể thiếu "đối tác" là toa còn lại, và việc ghép cặp này coi như vĩnh viễn và chỉ chia tách khi cần bảo trì, bảo dưỡng ở khu depot. Ưu điểm của các tàu cặp đôi là có trọng lượng nhẹ và tiết kiệm chi phí trên mỗi đơn vị toa tàu (do giảm được một nửa chi phí cho các thiết bị phụ trợ trên mỗi đơn vị toa tàu) mà vẫn đảm bảo năng lực đẩy cho từng toa, ngược với thiết kế đầu máy - rơ móc thông thường. Tuy nhiên cũng có các nhược điểm như thiếu mất sự linh hoạt trong vận hành, khi các tàu phải hợp thành từ mỗi cặp 2 toa, và không thể hoạt động với một toa riêng lẻ và bắt buộc phải dừng sử dụng cả hai khi một trong hai toa không hoạt động.

## Các ứng dụng
Nhiều hệ thống tàu điện cao tốc nổi tiếng trên thế giới sử dụng công nghệ động lực phân tán như: AGV ở Pháp, Pendolino ở Ý, Shinkansen ở Nhật Bản, Đường sắt cao tốc Trung Quốc ở Trung Quốc và ICE 3 ở Đức.

## Đang phát triển
Công nghệ động lực phân tán được cung cấp năng lượng bởi các pin nhiên liệu đang được phát triển. Nếu thành công, sẽ không còn cần đến hệ thông dây điện phía trên hay hệ thống ray thứ ba nữa. Ví dụ như tàu Coradia iLint chạy bằng Hydro của công ty Alstom. Thuật ngữ hydrail nhằm chỉ những loại tàu sử dụng khí hydro làm năng lượng chuyển động.